# العتارم (المضاربة والعارة)

تعديل مصدري - تعديل

العتارم هي إحدى قرى عزلة العارة بمديرية المضاربة والعارة التابعة لمحافظة لحج، بلغ تعداد سكانها 38 نسمة حسب تعداد اليمن لعام 2004.